# Fondazione Città della Speranza
La Fondazione Città della Speranza è nata il 16 dicembre 1994 in ricordo di Massimo, un bambino scomparso a causa della leucemia. Dalla sua nascita la Fondazione persegue un obiettivo ambizioso: sconfiggere le malattie pediatriche che mettono a rischio il futuro dei bambini.
È sostenuta da una fitta rete di medici, infermieri, ricercatori, volontari e donatori il cui supporto ha contribuito a salvare negli anni tante vite.
L’obiettivo primario della fondazione era raccogliere fondi per costruire un nuovo e moderno reparto di oncoematologia pediatrica, perché quello esistente all’epoca era del tutto insufficiente e inadatto a ospitare in modo dignitoso i bambini ammalati e delle loro famiglie. 
Fondazione Città della Speranza ha finanziato negli anni centinaia di progetti scientifici e realizzato diverse strutture ospedaliere, anche di pronto soccorso e day hospital, dedicate nello specifico alla cura delle patologie infantili. 

## Sede
La fondazione ha sede nel comune di Monte di Malo in provincia di Vicenza, Viale del Lavoro 10. Nuova sede (2024) via Alessandro Volta 4 a Malo (VI). 

## Storia
Il nome Città della Speranza si ispira ad una analoga fondazione americana, City of Hope della quale si è voluto prendere spunto per le modalità operative. In particolare per quanto concerne trasparenza, gestione del denaro e concretezza. Si è voluto immaginare che anche i bambini ammalati potessero vivere la loro quotidianità in una città felice, in grado di dare speranza al loro futuro. E così fu: il reparto, concepito secondo criteri modernissimi, diede una svolta nella qualità della cura e dell’assistenza ai piccoli pazienti, consentendo anche ai medici e agli operatori di svolgere al meglio il loro compito.
Dopo aver realizzato la clinica di oncoematologia pediatrica di Padova nel 1996, la fondazione continuò il suo impegno e nel 1998 costruì il nuovo day hospital e i laboratori di ricerca a Padova.
Nel 2004 a Vicenza viene inaugurato il day hospital pediatrico e nel 2010 sempre a Vicenza il nuovo pronto soccorso pediatrico.
Oggi la clinica di oncoematologia pediatrica, è collegata ai più importanti centri italiani e mondiali e, grazie ai finanziamenti erogati dalla Città della Speranza, è centro di riferimento nazionale per la diagnosi delle leucemie acute e per la caratterizzazione molecolare di linfomi e sarcomi e centro di coordinamento di protocolli nazionali ed europei di diagnosi e cura di linfomi, sarcomi, tumori cerebrali ed epatici, tumori rari.
La fondazione investe oltre €49 milioni in ricerca scientifica e si è dotata di un comitato scientifico internazionale che valuta i progetti da finanziare.

## Istituto di ricerca pediatrica

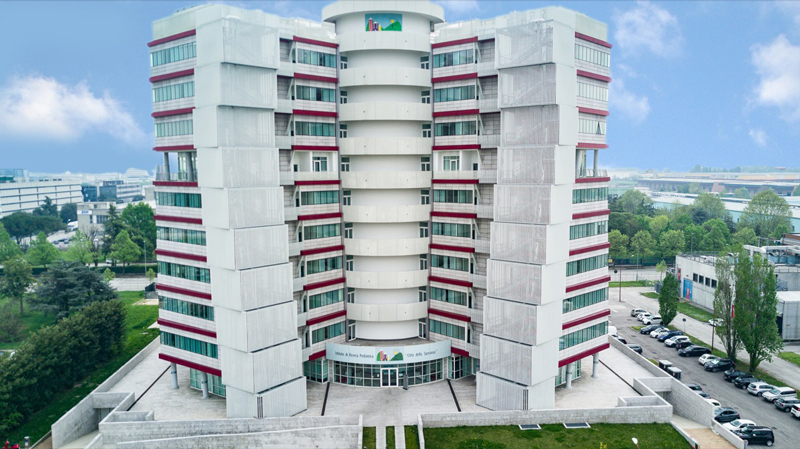
Sede dell'Istituto di Ricerca pediatrica Città della Speranza a Padova

L’8 giugno 2012 viene inaugurato a Padova l’Istituto di Ricerca Pediatrica che, con i suoi 17.500 mq, è uno dei più grandi Centri di Ricerca in Europa. IRP è oggi punto di riferimento nazionale ed internazionale per la elaborazione di diagnosi precise e precoci delle patologie pediatriche, e per l’identificazione di terapie e cure innovative. Qui ogni giorno i Ricercatori lavorano per ridurre sempre più i tempi dalla scoperta di laboratorio alla cura del piccolo paziente.

## Comuni gemellati
https://cittadellasperanza.org/se-sei-un-comune/ Per consultare l'elenco completo di tutti i comuni attualmente gemellati con la Fondazione.
:
| Comune                     | Delibera di giunta | Firma della "charta" da parte del comune |
| -------------------------- | ------------------ | ---------------------------------------- |
| AGNA                       | 11/08/2008         | 31/07/2010                               |
| AGUGLIARO                  | 26/01/2011         | 30/06/2012                               |
| ALBETTONE                  | 03/04/2009         | 04/12/2010                               |
| ALBIGNASEGO                | 21/07/2010         |                                          |
| ALONTE                     | 20/07/2011         | 08/12/2016                               |
| ALTAVILLA VICENTINA        | 24/11/2010         | 06/07/2016                               |
| ARCUGNANO                  | 04/02/2016         | 17/07/2017                               |
| ARZIGNANO                  | 09/02/2005         | 08/10/2005                               |
| ASIAGO                     | 10/04/2014         | 10/04/2014                               |
| ASIGLIANO VENETO           | 09/03/2011         | 11/12/2011                               |
| ASOLO                      | 25/05/2006         |                                          |
| BAGNOLI DI SOPRA           | 27/01/2009         | 31/01/2009                               |
| BARBARANO VIC.NO           | 24/02/2011         | 21/04/2013                               |
| BASSANO DEL GRAPPA         | 29/10/2009         | 17/06/2010                               |
| BOARA PISANI               | 30/04/2012         | 23/07/2012                               |
| BOLZANO VICENTINO          | 22/02/2010         | 01/05/2012                               |
| BORGORICCO                 | 24/04/2004         |                                          |
| BOSARO                     | 01/03/2016         | 15/05/2016                               |
| BREGANZE                   | 25/02/2016         | 18/06/2016                               |
| BRENDOLA                   | 07/10/2008         | 20/02/2016                               |
| BRESSANVIDO                | 30/03/2005         | 25/09/2009                               |
| CADONEGHE                  | 05/09/2012         | 11/11/2012                               |
| CALDOGNO                   | 07/03/2007         | 10/09/2008                               |
| CALTRANO                   | 26/10/2005         | 19/11/2005                               |
| CALVENE                    | 27/09/2012         |                                          |
| CAMPAGNA LUPIA             | 24/02/2017         | 17/04/2017                               |
| CAMPIGLIA DEI BERICI       | 24/03/2011         | 25/03/2012                               |
| CAMPO SAN MARTINO          | 24/02/2007         | 24/02/2007                               |
| CAMPONOGARA                |                    | 17/04/2017                               |
| CAMPOSAMPIERO              | 09/04/2014         |                                          |
| CAMPODARSEGO               | 16/07/2009         | 12/12/2009                               |
| CANDIANA                   | 28/03/2007         | 23/06/2007                               |
| CARRE’                     | 24/09/2012         |                                          |
| CARMIGNANO DI BRENTA       | 20/07/2015         |                                          |
| CARTIGLIANO                | 02/03/2005         |                                          |
| CASALE DI SCODOSIA         | 12/02/2015         | 06/06/2015                               |
| CASALSERUGO                | 30/10/2009         | 12/12/2009                               |
| CASIER                     | 13/12/2004         |                                          |
| CASSOLA                    |                    | 09/10/2010                               |
| CASTELFRANCO V.TO          | 04/02/2005         | 02/03/2005                               |
| CASTELGOMBERTO             | 27/06/2008         | 13/09/2008                               |
| CASTROVILLARI              | 02/08/2013         | 24/08/2013                               |
| CAVALLINO TREPORTI         |                    | 21/12/2012                               |
| CERVARESE S.CROCE          |                    | 04/04/2009                               |
| CHIAMPO                    | 16/01/2003         |                                          |
| CHIUPPANO                  | 25/03/2004         |                                          |
| CONSELVE                   | 07/06/2006         |                                          |
| CORNEDO VICENTINO          | 28/06/2007         | 25/01/2008                               |
| CORTINA D’AMPEZZO          | 19/07/2007         | 08/12/2007                               |
| COSTABISSARA               | 22/02/2010         | 29/07/2010                               |
| CREAZZO                    |                    | 27/10/2010                               |
| CRESPINO                   | 01/06/2011         | 17/09/2011                               |
| DUEVILLE                   | 14/02/2013         | 11/01/2014                               |
| ENEGO                      | 17/12/2009         | 23/07/2010                               |
| ESTE                       | 26/06/2007         | 22/04/2009                               |
| FARA VICENTINO             | 28/01/2016         |                                          |
| FONTE                      | 27/06/2008         | 26/09/2008                               |
| GALLIERA VENETA            | 17/10/2012         | 27/10/2012                               |
| GALLIO                     | 29/12/2008         | 03/01/2009                               |
| GALLIPOLI                  | 30/10/2017         | 01/05/2018                               |
| GALZIGNANO TERME           | 29/09/2011         | 14/01/2012                               |
| GAMBELLARA                 | 26/11/2013         | 20/12/2015                               |
| GIACCIANO-BARUCHELLA       | 27/03/2013         |                                          |
| GRANCONA                   | 31/03/2014         |                                          |
| GRANTORTO                  | 06/03/2008         | 26/09/2010                               |
| GRISIGNANO DI ZOCCO        | 07/09/2013         | 07/09/2013                               |
| ISOLA VICENTINA            | 16/12/2001         |                                          |
| LIMENA                     | 22/10/2009         | 29/12/2009                               |
| JESOLO                     | 29/05/2014         | 15/12/2014                               |
| LONGARE                    | 01/10/2012         | 26/12/2012                               |
| LONIGO                     | 17/02/2009         |                                          |
| LOREGGIA                   | 13/02/2008         |                                          |
| LUGO DI VICENZA            | 28/03/2008         | 28/11/2008                               |
| MALO                       | 27/05/2003         |                                          |
| MARCON                     | 15/02/2018         |                                          |
| MAROSTICA                  | 30/09/2013         | 06/11/2013                               |
| MASER                      | 27/06/2006         |                                          |
| MASERA’                    | 18/12/2012         | 05/05/2013                               |
| MASON                      | 29/01/2009         | 07/06/2013                               |
| MEGLIADINO SAN VITALE      | 27/06/2017         | 20/07/2017                               |
| MIRANO                     | 17/06/2016         | 07/05/2017                               |
| MOLVENA                    | 22/02/2006         | 19/12/2011                               |
| MONSELICE                  | 06/10/2006         | 15/05/2008                               |
| MONTAGNANA                 | 08/09/2015         | 20/09/2015                               |
| MONTEBELLO VICENTINO       | 03/08/2015         | 20/11/2015                               |
| MONTECCHIO MAGGIORE        |                    | 26/10/2007                               |
| MONTE DI MALO              | 23/04/2013         | 23/04/2013                               |
| MONTEGALDA                 | 05/10/2012         | 05/10/2012                               |
| MONTEGROTTO TERME          | 07/03/2006         | 25/05/2006                               |
| MONTORSO VICENTINO         | 14/02/2005         |                                          |
| MUSSOLENTE                 | 08/04/2014         | 20/02/2015                               |
| NANTO                      | 27/10/2010         | 05/05/2011                               |
| NOVENTA PADOVANA           | 17/11/2011         | 02/06/2012                               |
| NOVENTA VICENTINA          | 30/03/2011         | 10/06/2012                               |
| ORGIANO                    | 30/03/2011         | 17/11/2012                               |
| OSPEDALETTO EUG.           |                    | 10/05/2008                               |
| PADOVA                     | 02/12/2004         | settembre 2005                           |
| PAESE                      | 09/12/2009         |                                          |
| PIANIGA                    | 11/09/2012         | 30/09/2012                               |
| PIOMBINO DESE              | 23/04/2008         | 15/05/2008                               |
| PIOVE DI SACCO             | 26/09/2004         | 21/10/2014                               |
| PIOVENE ROCCHETTE          | 20/01/2009         | 18/04/2009                               |
| POJANA MAGGIORE            | 28/03/2011         | 21/12/2013                               |
| PONSO                      | 28/08/2007         | 16/05/2008                               |
| PONTECCHIO                 | 21/11/2017         |                                          |
| PORTOGRUARO                | 02/04/2007         | 03/06/2007                               |
| POSSAGNO                   | 24/09/2012         |                                          |
| POVE DEL GRAPPA            | 30/06/2011         | 07/07/2011                               |
| PRESSANA                   | 24/03/2015         | 18/04/2015                               |
| POZZOLEONE                 | 27/04/2004         | 04/06/2006                               |
| RECOARO TERME              | 22/04/2004         |                                          |
| RESANA                     | 05/10/2005         |                                          |
| ROMANO D’EZZELINO          | 11/10/2008         | 26/02/2009                               |
| ROSA’                      | 16/05/2005         | 01/05/2006                               |
| ROSSANO VENETO             | 02/03/2009         | 13/03/2009                               |
| ROVIGO                     | 29/09/2010         | 17/11/2012                               |
| SALETTO                    | 30/09/2014         | 21/12/2014                               |
| SALVE                      | 07/07/2017         | 04/11/2017                               |
| SAN BONIFACIO              | 27/07/2011         | 22/12/2011                               |
| SAN GERMANO DEI BERICI     | 16/03/2015         |                                          |
| SAN GIORGIO DELLE PERTICHE | 14/05/2003         | 15/05/2008                               |
| S.MICHELE AL TAGLIAMENTO   | 14/05/2015         | 12/12/2015                               |
| SAN MARTINO DI LUPARI      | 04/07/2003         | 15/05/2008                               |
| SAN NAZARIO                | 29/09/2003         | 15/05/2008                               |
| SANTA GIUSTINA IN COLLE    | 19/01/2015         |                                          |
| SAN PIETRO VIMINARIO       | 20/12/2005         | 15/05/2008                               |
| S.VITO DI LEGUZZANO        | 09/04/2014         | 08/11/2014                               |
| SANT’ELENA                 | 25/03/2017         |                                          |
| SANTORSO                   | 16/01/2012         | 29/01/2012                               |
| SAONARA                    | 24/01/2011         |                                          |
| SARCEDO                    | 12/04/2017         |                                          |
| SAREGO                     | 26/06/2009         | 22/03/2012                               |
| SCHIAVON                   | 16/12/2016         |                                          |
| SCHIO                      | 24/01/2012         | 24/01/2012                               |
| SELVAZZANO DENTRO          | 27/06/2008         |                                          |
| SOLESINO                   | 07/09/2016         | 22/10/2016                               |
| SOSSANO                    | 28/03/2011         | 22/12/2012                               |
| SOVIZZO                    | 30/10/2007         | 30/11/2007                               |
| SPECCHIA                   | 24/10/2016         | 03/06/2017                               |
| STRA                       | 20/07/2015         |                                          |
| TEOLO                      | 30/11/2010         |                                          |
| TEZZE SUL BRENTA           | 29/05/2008         |                                          |
| THIENE                     | 01/12/2005         |                                          |
| TOMBOLO                    | 27/11/2014         |                                          |
| TORREBELVICINO             |                    | 22/01/2015                               |
| TORRI DI QUARTESOLO        | 16/12/2008         | 26/12/2009                               |
| TREBASELEGHE               | 16/03/2009         | 25/03/2009                               |
| TRIBANO                    | 26/09/2008         | 23/05/2009                               |
| TRICHIANA                  | 21/09/2015         | 18/12/2015                               |
| TRISSINO                   | 30/03/2005         |                                          |
| VALDAGNO                   | 11/05/2004         |                                          |
| VALSTAGNA                  | 23/09/2013         |                                          |
| VEDELAGO                   | 02/11/2005         |                                          |
| VENEZIA                    | 14/06/2013         | 22/06/2013                               |
| VIGHIZZOLO D'ESTE          | 25/01/2016         | 10/04/2016                               |
| VIGODARZERE                | 15/03/2012         |                                          |
| VIGONOVO                   | 22/12/2005         | 12/03/2006                               |
| VIGONZA                    | 24/05/2008         | 24/05/2008                               |
| VILLA DEL CONTE            | 11/10/2011         | 11/10/2011                               |
| VILLAFRANCA PADOVANA       | 15/12/2012         |                                          |
| VILLANOVA DI CAMPOSAMPIERO | 04/04/2014         | 17/02/2017                               |
| VILLAVERLA                 | 31/03/2015         | 19/09/2015                               |
| VO’                        | 16/11/2016         | 02/06/2017                               |
| ZERO BRANCO                | 17/05/2016         | 27/08/2016                               |
| ZOVENCEDO                  | 29/03/2011         |                                          |
| ZUGLIANO                   | 04/04/2011         | 10/04/2001                               |